# شکوفایی جلبکی زیان‌بار

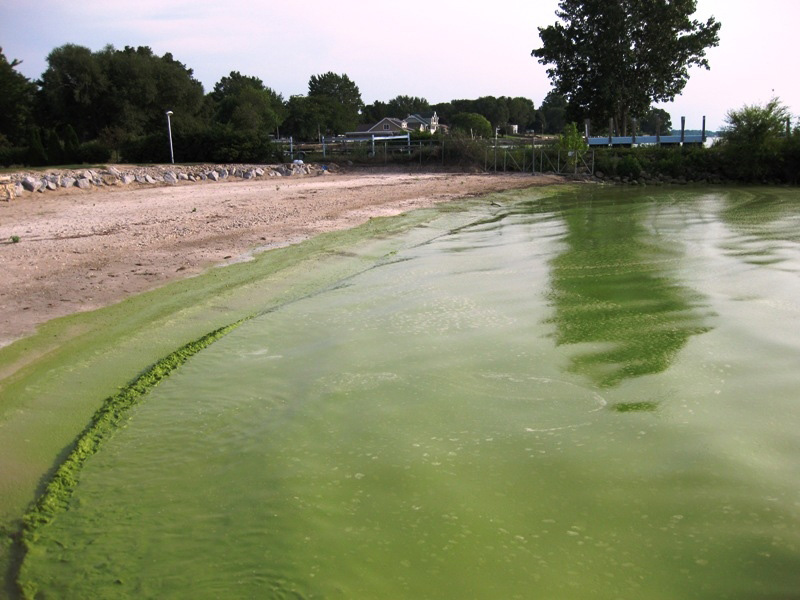
سیانوباکتریها (جلبک‌های سبزآبی) در دریاچه ایری (ایالات متحده آمریکا) در سال ۲۰۰۹ شکوفا شدند. این نوع جلبک‌ها می‌توانند سبب شکوفایی زیان‌بار جلبکی شوند.

شکوفایی جلبکی زیان‌بار (به انگلیسی: Harmful algal bloom) (یا رشد بی‌رویه جلبکی) یک شکوفایی جلبکی است که با تولید سموم طبیعی تولید شده توسط جلبک، آسیب مکانیکی به دیگر جانداران یا به وسیله‌های دیگر پیامدهای منفی بر دیگر جانداران می‌گذارد. شکوفایی جلبکی زیان‌بار گاهی تنها به عنوان آن دسته از شکوفایی‌های جلبکی تعریف می‌شوند که سم تولید می‌کنند، و گاهی به عنوان هر شکوفایی جلبکی که می‌تواند سبب کاهش شدید سطح اکسیژن در آب‌های طبیعی شود و جانداران را در آب‌های دریایی یا شیرین از بین ببرد. شکوفایی می‌تواند از چند روز تا چندین ماه ادامه داشته باشد. پس از مرگ شکوفایی، میکروب‌هایی که جلبک‌های مرده را تجزیه می‌کنند، اکسیژن بیشتری مصرف می‌کنند و یک «پهنهٔ مرده» ایجاد می‌کنند که می‌تواند سبب مرگ ماهیان شود. هنگامی که این مناطق برای مدت زمان طولانی یک منطقه بزرگ را پوشش می‌دهند، نه ماهی و نه گیاه توانایی زنده ماندن را ندارند. شکوفایی جلبکی زیان‌بار در محیط‌های دریایی اغلب «کشند سرخ (کشند قرمز)» نامیده می‌شوند.